# Chiesa dei Santi Pietro e Paolo (Cilavegna)
La chiesa dei Santi Pietro e Paolo è la chiesa parrocchiale del comune di Cilavegna, in provincia di Pavia. Si tratta di un edificio realizzato in stile barocco intorno alla prima metà del XVIII secolo, su progetto dell'architetto Castelli. La chiesa è intitolata ai santi patroni del comune e la parrocchia della quale essa è sede fa parte della diocesi di Vigevano.

## Storia
L'odierna chiesa parrocchiale, risalente al XVIII secolo, è frutto della sovrapposizione di altre due strutture distinte: la prima si pensa possa risalire al V secolo ed è la stessa citata nel documento del X secolo, nel quale si annuncia l'inizio della costruzione dell'apparato fortilizio di fianco alla pieve parrocchiale; la seconda, invece, viene datata al XII secolo. Questa, che prima era un'ipotesi di Padre Pianzola, divenne fondata in seguito agli scavi del 1942, occasione di una pavimentazione che riportò alla luce diverse tracce murarie. La chiesa originaria si pensa potesse essere intitolata a uno dei santi evangelizzatori locali del V secolo, ma sicuramente non si trattava di S. Martino, al quale venne poi dedicata la chiesa extramuraria, ora "chiesa del cimitero".
 

Della prima struttura non ci sono elementi sufficienti per definirne lo stile e le dimensioni, ma quella del 1100 si riconosce nello stile romanico: essa aveva tre navate non simmetriche, muri divisori con archi in muratura e granito, mentre il soffitto era costituito da una semplice tavolata in legno a capriata, per le navate, e a volte, per il coro sopraelevato. Da notare è l'assenza di tabernacolo, fino almeno al XVI secolo, e la presenza di diversi altari: quello maggiore e quelli minori dedicati a S. Martino, S. Michele, B. Vergine e S. Stefano. 

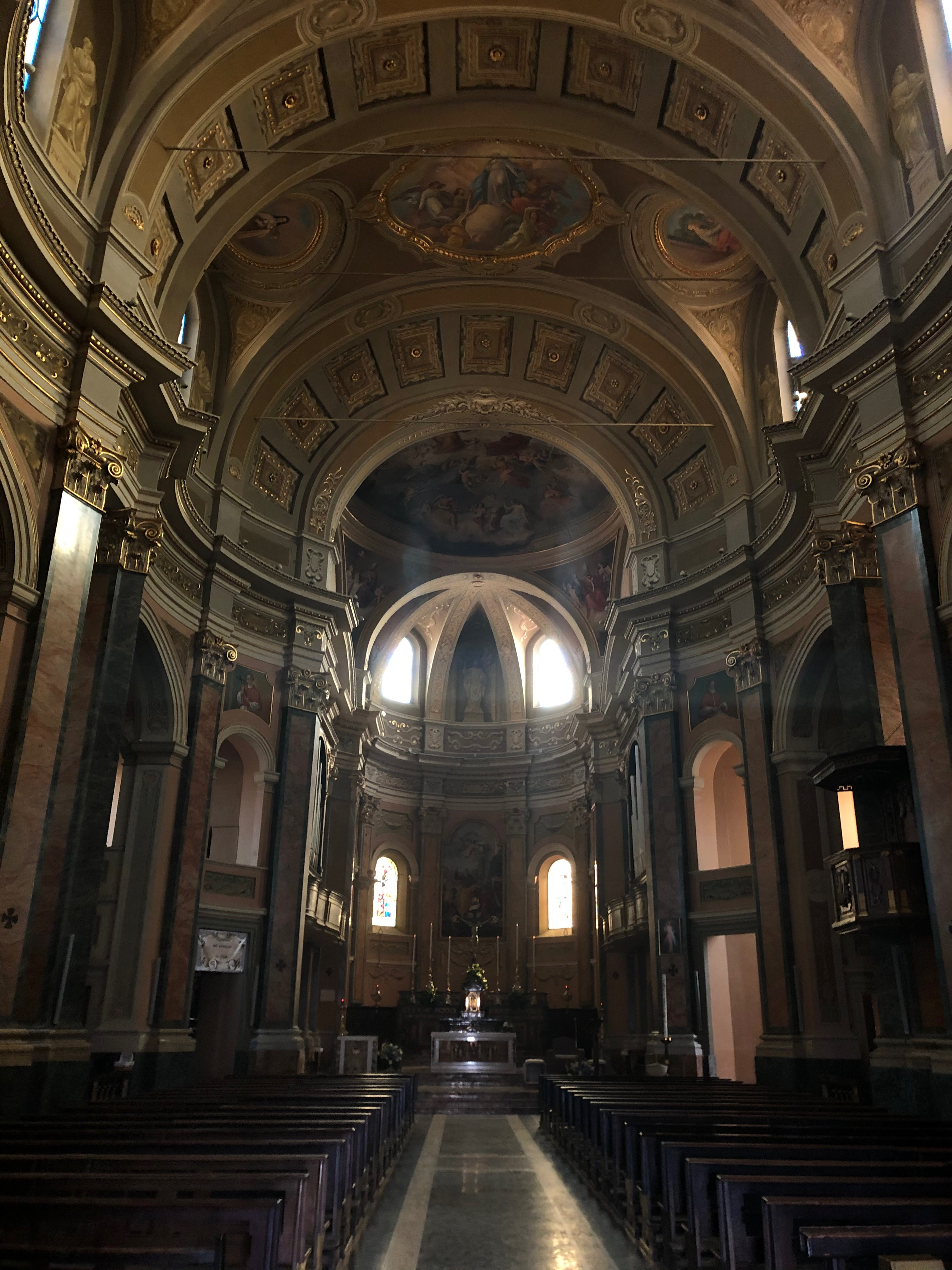
Interno chiesa dei SS. Pietro e Paolo

Tutte queste informazioni sono giunte fino a noi per i documenti risalenti al 1565, anno in cui il vescovo de Rossi, vedendo lo stato d'abbandono di parte della struttura, propose una serie di modifiche e restauri: vennero eliminati gli altari di S. Michele e della B. Vergine, vennero realizzati un baldacchino sovrapposto all'altare maggiore e anche un tabernacolo e, infine, la pavimentazione venne sistemata e rialzata. Altre visite pastorali suggerirono alcuni interventi sull'edificio, soprattutto riguardo all'abbattimento di altri altari e la sistemazione delle finestre e delle porte.
L'edificio attuale, a meno di modifiche posteriori, venne realizzato dal 1729 (anno della prima pietra del campanile) alla fine del secolo. Successivamente, nuovi lavori eseguiti nel 1814 innalzarono il campanile a 54 m, garantendo così la possibilità di aggiungere al sistema di campane anche un orologio in servizio del paese. Nello stesso periodo si dotò la facciata di eleganti terrecotte, che formano le parti architettoniche, e di statue poste sugli acroteri. Con la metà dell'800 quindi si può parlare di una chiesa completamente convertita al barocco.
Nel corso del XX secolo la chiesa subì numerosi restauri, tra i quali l'aggiunta di un nuovo battistero vicino all'altare maggiore: esso è di particolare importanza poiché comprende una vasca di origine paleocristiana, prelevata dalla sconsacrata Chiesa della Madonna del Carmine. Altri lavori si concentrarono all'aspetto decorativo: in particolare, gran parte degli affreschi vennero rifiniti in oro, mentre la facciata si arricchì di un nuovo intonaco marmorino bianco e giallo di Siena.

## Descrizione
L'edificio attuale si compone di una grande navata racchiusa da sei cappelle laterali e dal grande presbiterio quadrato coronato dell’abside semicircolare. Le tre campate della navata poggiano su grandi archi sorretti da colonne di ordine composito, mentre le cappelle accolgono gli altari minori intitolati alla Beata Vergine, a San Francesco da Paola (successivamente affiancato da Santa Margherita, Sant'Isidoro e San Bovo), alla Madonna dei Sette Dolori (con tre statue in stucco del Crocifisso, della Beata Vergine e di San Giovanni), a San Giuseppe, al Suffragio e alle Sante Reliquie (con le statue di San Pietro, San Paolo, di San Mattia, di San Simone, di Santa Maddalena e di San Bovo). Chiude l'elenco degli altari quello Maggiore, realizzato in marmo e adornato da un tabernacolo in pietre preziose.

### Esplicative
1. ↑  Era più ampia la navata laterale sinistra di quella destra.
2. ↑  In particolare la visita del Mons. Peruzzi nel 1576

### Bibliografiche e sitografiche
1. 1 2 3 4 5 6 7 8 9 10 11 12  Rampi, 1965, pp. 132-139.
2. ↑   Sezione riguardante la Chiesa parrocchiale, su parrocchiacilavegna.it.
3. 1 2 3  Rampi, 1965, pp. 157-160.